# 毛轴小红门兰
毛轴小红门兰（学名：Ponerorchis monophylla）也称毛轴红门兰，为兰科红门兰属下的一个种。其种加词“monophylla”意为“单叶的”。
现接受名为毛轴小红门兰（Sirindhornia monophylla (Collett & Hemsl.) H.A.Pedersen & Suksathan, 2002）。